# Oscar/Bester animierter Spielfilm
Mit dem Oscar für den besten Animationsfilm werden die Regisseure eines Animationsfilms seit 2002 geehrt.
| Statistik (Stand 2021)                                   |                                                                                              |
| Am häufigsten honorierte/r Regisseur/in                  | Pete Docter (3 Honorierungen)                                                                |
| Am häufigsten nominierte/r Regisseur/in                  | Pete Docter und Hayao Miyazaki (je 4 Nominierungen)                                          |
| Am häufigsten nominierte/r Regisseur/in ohne Honorierung | Ron Clements, Chris Sanders, Dean DeBlois, Travis Knight und Tomm Moore (je 3 Nominierungen) |

## 2002–2010
| Jahr | Preisträger         | für den Film                                             | Nominierungen |
| 2002 | Aron Warner         | Shrek – Der tollkühne Held                               | John Lasseter und Pete Docter für Die Monster AG Steve Oedekerk und John A. Davis für Jimmy Neutron – Der mutige Erfinder                                   |
| 2003 | Hayao Miyazaki      | Chihiros Reise ins Zauberland                            | Ron Clements für Der Schatzplanet Jeffrey Katzenberg für Spirit – Der wilde Mustang Chris Sanders für Lilo & Stitch Chris Wedge für Ice Age                 |
| 2004 | Andrew Stanton      | Findet Nemo                                              | Aaron Blaise und Robert Walker für Bärenbrüder Sylvain Chomet für Das große Rennen von Belleville                                                           |
| 2005 | Brad Bird           | Die Unglaublichen – The Incredibles                      | Andrew Adamson für Shrek 2 – Der tollkühne Held kehrt zurück Bill Damaschke für Große Haie – Kleine Fische                                                  |
| 2006 | Nick Park Steve Box | Wallace & Gromit – Auf der Jagd nach dem Riesenkaninchen | Mike Johnson und Tim Burton für Corpse Bride – Hochzeit mit einer Leiche Hayao Miyazaki für Das wandelnde Schloss                                           |
| 2007 | George Miller       | Happy Feet                                               | Gil Kenan für Monster House John Lasseter für Cars |
| 2008 | Brad Bird           | Ratatouille                                              | Ash Brannon und Chris Buck für Könige der Wellen Marjane Satrapi und Vincent Paronnaud für Persepolis                                                       |
| 2009 | Andrew Stanton      | WALL·E – Der Letzte räumt die Erde auf                   | Chris Williams und Byron Howard für Bolt – Ein Hund für alle Fälle John Stevenson und Mark Osborne für Kung Fu Panda                                        |
| 2010 | Pete Docter         | Oben                                                     | Henry Selick für Coraline Wes Anderson für Der fantastische Mr. Fox John Musker und Ron Clements für Küss den Frosch Tomm Moore für Das Geheimnis von Kells |

## 2011–2020
| Jahr | Preisträger                                                        | für den Film                              | Nominierungen |
| 2011 | Lee Unkrich                                                        | Toy Story 3                               | Dean DeBlois und Chris Sanders für Drachenzähmen leicht gemacht Sylvain Chomet für Der Illusionist |
| 2012 | Gore Verbinski                                                     | Rango                                     | Alain Gagnol und Jean-Loup Felicioli für Die Katze von Paris Chris Miller für Der gestiefelte Kater Jennifer Yuh Nelson für Kung Fu Panda 2 Fernando Trueba und Javier Mariscal für Chico & Rita |
| 2013 | Steve Purcell Mark Andrews Brenda Chapman                          | Merida – Legende der Highlands            | Tim Burton für Frankenweenie Peter Lord für Die Piraten! – Ein Haufen merkwürdiger Typen Rich Moore für Ralph reichts Sam Fell und Chris Butler für ParaNorman |
| 2014 | Chris Buck Jennifer Lee Peter Del Vecho                            | Die Eiskönigin – Völlig unverfroren       | Kirk DeMicco, Chris Sanders, Kristine Belson für Die Croods Pierre Coffin, Chris Renaud, Chris Meledandri für Ich – Einfach unverbesserlich 2 Benjamin Renner und Didier Brunner für Ernest & Célestine Hayao Miyazaki und Toshio Suzuki für Wie der Wind sich hebt                                                            |
| 2015 | Don Hall Chris Williams Roy Conli                                  | Baymax – Riesiges Robowabohu              | Anthony Stacchi, Graham Annable und Travis Knight für Die Boxtrolls Dean DeBlois und Bonnie Arnold für Drachenzähmen leicht gemacht 2 Tomm Moore und Paul Young für Die Melodie des Meeres Isao Takahata und Yoshiaki Nishimura für Die Legende der Prinzessin Kaguya                                                          |
| 2016 | Pete Docter Jonas Rivera                                           | Alles steht Kopf                          | Charlie Kaufman, Duke Johnson und Rosa Tran für Anomalisa Alê Abreu für Der Junge und die Welt Mark Burton und Richard Starzak für Shaun das Schaf – Der Film Hiromasa Yonebayashi und Yoshiaki Nishimura für Erinnerungen an Marnie                                                                                           |
| 2017 | Byron Howard Rich Moore Clark Spencer                              | Zoomania                                  | Travis Knight und Arianne Sutner für Kubo – Der tapfere Samurai John Musker, Ron Clements und Osnat Shurer für Vaiana Claude Barras und Max Karli für Mein Leben als Zucchini Michael Dudok de Wit und Toshio Suzuki für Die rote Schildkröte                                                                                  |
| 2018 | Darla K. Anderson Lee Unkrich                                      | Coco – Lebendiger als das Leben!          | Tom McGrath und Ramsey Ann Naito für The Boss Baby Anthony Leo und Nora Twomey für Der Brotverdiener Carlos Saldanha und Lori Forte für Ferdinand – Geht STIERisch ab! Dorota Kobiela, Hugh Welchman und Ivan Mactaggart für Loving Vincent                                                                                    |
| 2019 | Bob Persichetti Peter Ramsey Rodney Rothman Phil Lord Chris Miller | Spider-Man: A New Universe                | Rich Moore, Phil Johnston und Clark Spencer für Chaos im Netz Wes Anderson, Scott Rudin, Steven Rales und Jeremy Dawson für Isle of Dogs – Ataris Reise Mamoru Hosoda und Yuichiro Saito für Mirai – Das Mädchen aus der Zukunft Brad Bird, John Walker und Nicole Grindle für Die Unglaublichen 2                             |
| 2020 | Josh Cooley Mark Nielsen Jonas Rivera                              | A Toy Story: Alles hört auf kein Kommando | Dean DeBlois, Brad Lewis und Bonnie Arnold für Drachenzähmen leicht gemacht 3: Die geheime Welt Jérémy Clapin und Marc du Pontavice für Ich habe meinen Körper verloren Sergio Pablos, Jinko Gotoh und Marisa Román für Klaus Chris Butler, Arianne Sutner und Travis Knight für Mister Link – Ein fellig verrücktes Abenteuer |

## 2021–2030
| Jahr | Preisträger                                               | für den Film                  | Nominierungen |
| ---- | --------------------------------------------------------- | ----------------------------- | --- |
| 2021 | Pete Docter Dana Murray                                   | Soul                          | Glen Keane, Gennie Rim und Peilin Chou für Die bunte Seite des Monds Dan Scanlon und Kori Rae für Onward: Keine halben Sachen Richard Phelan, Will Becher und Paul Kewley für Shaun das Schaf – UFO-Alarm Tomm Moore, Ross Stewart, Paul Young und Stéphan Roelants für Wolfwalkers                                                                |
| 2022 | Jared Bush Byron Howard Yvett Merino Clark Spencer        | Encanto                       | Monica Hellström, Charlotte de La Gournerie, Jonas Poher Rasmussen und Signe Byrge Sørensen für Flee Enrico Casarosa und Andrea Warren für Luca Kurt Albrecht, Phil Lord, Christopher Miller und Mike Rianda für Die Mitchells gegen die Maschinen Carlos López Estrada, Don Hall, Osnat Shurer und Peter Del Vecho für Raya und der letzte Drache |
| 2023 | Guillermo del Toro Mark Gustafson Gary Ungar Alex Bulkley | Guillermo del Toros Pinocchio | Joel Crawford und Mark Swift für Der gestiefelte Kater: Der letzte Wunsch Dean Fleischer Camp, Andrew Goldman, Elisabeth Holm, Caroline Kaplan und Paul Mezey für Marcel the Shell with Shoes On Domee Shi und Lindsey Collins für Rot Chris Williams und Jed Schlanger für Das Seeungeheuer                                                       |
| 2024 | Hayao Miyazaki Toshio Suzuki                              | Der Junge und der Reiher      | Pablo Berger, Ibon Cormenzana, Ignasi Estapé und Sandra Tapia Díaz für Robot Dreams Nick Bruno, Troy Quane, Karen Ryan und Julie Zackary für Nimona Phil Lord, Chris Miller, Amy Pascal, Kemp Powers und Justin K. Thompson für Spider-Man: Across the Spider-Verse Denise Ream und Peter Sohn für Elemental                                       |
| 2025 | Ron Dyens Matīss Kaža Gregory Zalcman Gints Zilbalodis    | Flow                          | Kelsey Mann und Mark Nielsen für Alles steht Kopf 2 Adam Elliot und Liz Kearney für Memoir of a Snail Richard Beek, Merlin Crossingham und Nick Park für Wallace & Gromit – Vergeltung mit Flügeln Jeff Hermann und Chris Sanders für Der wilde Roboter                                                                                            |

## Kritik
Ende des Jahres 2017 war A Silent Voice neben In this Corner of the World, Sword Art Online – The Movie: Ordinal Scale, Mary und die Blume der Hexen und Ancien und das magische Königreich einer von fünf Animefilmen, die von der Academy of Motion Picture Arts and Sciences in die Vorauswahl für eine Nominierung in dieser Kategorie bei den Oscars des Jahres 2018 ausgewählt wurden. Insgesamt wurden 26 Filme für diese Kategorie vorgeschlagen.
Trotz des Erfolges sowie überwiegend positive Presse- und Besucherstimmen wurde weder A Silent Voice noch einer der vier übrigen japanischen Animationsfilme für einen Oscar nominiert. Dies stieß in der Anime-Fangemeinschaft auf scharfe Kritik. Vor allem die Nominierung des Animationsfilms The Boss Baby stieß auf wenig Verständnis, auch bei Nicht-Anime-Fans. Seit Chihiros Reise ins Zauberland von Hayao Miyazaki, der bei den Oscars 2003 den Preis gewinnen konnte, schafften es vier weitere japanische Animationsfilme, Das wandelnde Schloss im Jahr 2006, Die Legende der Prinzessin Kaguya acht Jahre später, Wie der Wind sich hebt 2015 und Erinnerungen an Marnie im Folgejahr – allesamt von Studio Ghibli –, eine Nominierung bei den Oscars zu erhalten. Insgesamt wurden seit der Erstverleihung dieser Kategorie lediglich sechs japanische Animationsfilme nominiert, wobei der 2017 nominierte Film Die rote Schildkröte eine internationale Ko-Produktion aus Belgien, Frankreich und Japan ist. Als einen möglichen Grund wird eine Regeländerung genannt, die seit 2018 in Kraft getreten ist, die besagt, dass jedes Mitglied der Academy of Motion Picture Arts and Sciences stimmberechtigt ist, wenn dieser zumindest zwei Drittel aller vorgeschlagenen Filme angesehen hat. Zudem besteht der Verdacht, dass die Mitglieder durch die Vorlieben ihrer Kinder beeinflusst sein könnten. Aber auch der Einfluss von Disney wird als ein möglicher Grund genannt. So führt Anime-Historiker Jonathan Clements den Oscar-Gewinn von Chihiro nicht nur auf die Qualität des Films zurück, sondern auch darauf, dass Disney einige Jahre zuvor die Auslandslizenzen von Studio Ghibli erworben und in Chihiro investiert hatte. Diese amerikanische Beteiligung könne Einfluss auf das Votum der Jury genommen haben.
In einem Artikel des Special Broadcasting Service hieß es, dass auch der geschichtliche Hintergrund des Preises ausschlaggebend für das mangelnde Interesse an animinierten Filmen bei den Oscars sein könnte. Im Bezug auf Animefilme wird zudem auf einen kulturellen Zusammenstoß auf japanische und US-amerikanische Animationsfilme verwiesen. Auch die Demografie spiele bei der Auswahl der Nominierungen eine Rolle: So waren in einer 2014 getätigten Umfrage der Los Angeles Times von den rund 6.000 Mitgliedern der Academy of Motion Picture Arts and Sciences 94 Prozent weiß, 76 Prozent männlich und ein großer Teil mindestens 63 Jahre alt. Da Anime hauptsächlich von einer jüngeren Zielgruppe konsumiert wird, besteht die Annahme, dass japanische Animationsfilme bei älteren Academy-Mitgliedern nicht gut ankommen, egal wie erfolgreich der Film gewesen ist.